# Église Saint-Saturnin de Bégadan
L'Église Saint-Saturnin de Bégadan est une église catholique située dans la commune de Bégadan, dans le département de la Gironde, en France.

## Localisation
L'église est située au cœur de la ville près de la mairie.

## Historique
L'église conserve son abside romane du XIIe siècle. Le reste a été entièrement détruit au XIXe siècle et reconstruit avec le clocher surmonté d'une flèche.

## Architecture

### L'abside

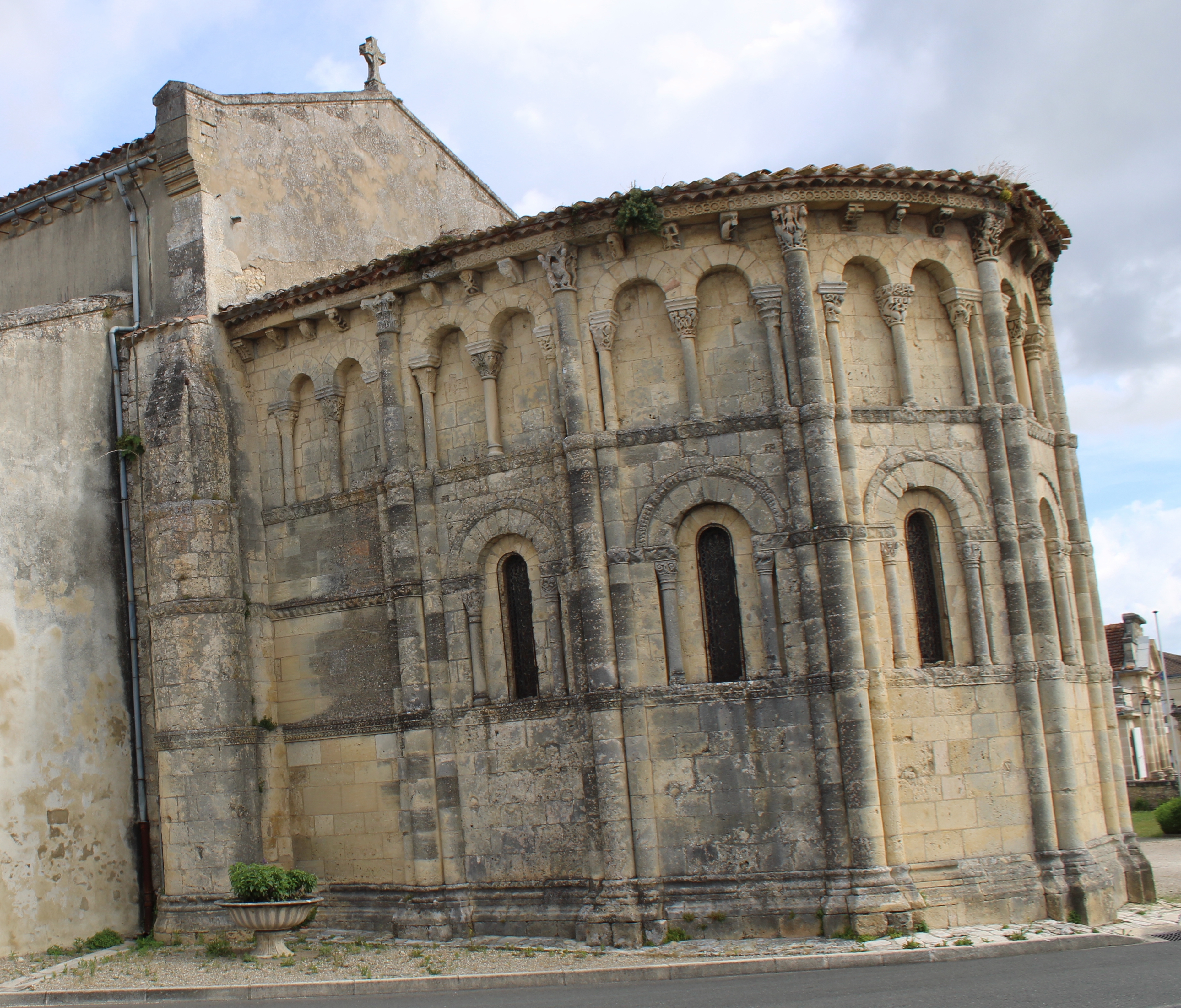
Abside romane du XIIe siècle.

L'abside romane semi-circulaire est la partie la plus ancienne de l'édifice à l'intérieur, présente cinq pans à l'extérieur. A la naissance du chœur, deux tourelles pleines servaient autrefois de contreforts. Les chapiteaux des colonnes sont décorés de feuillages, de personnages  ou d'animaux fantastiques.

## Détail des sculptures de l'abside

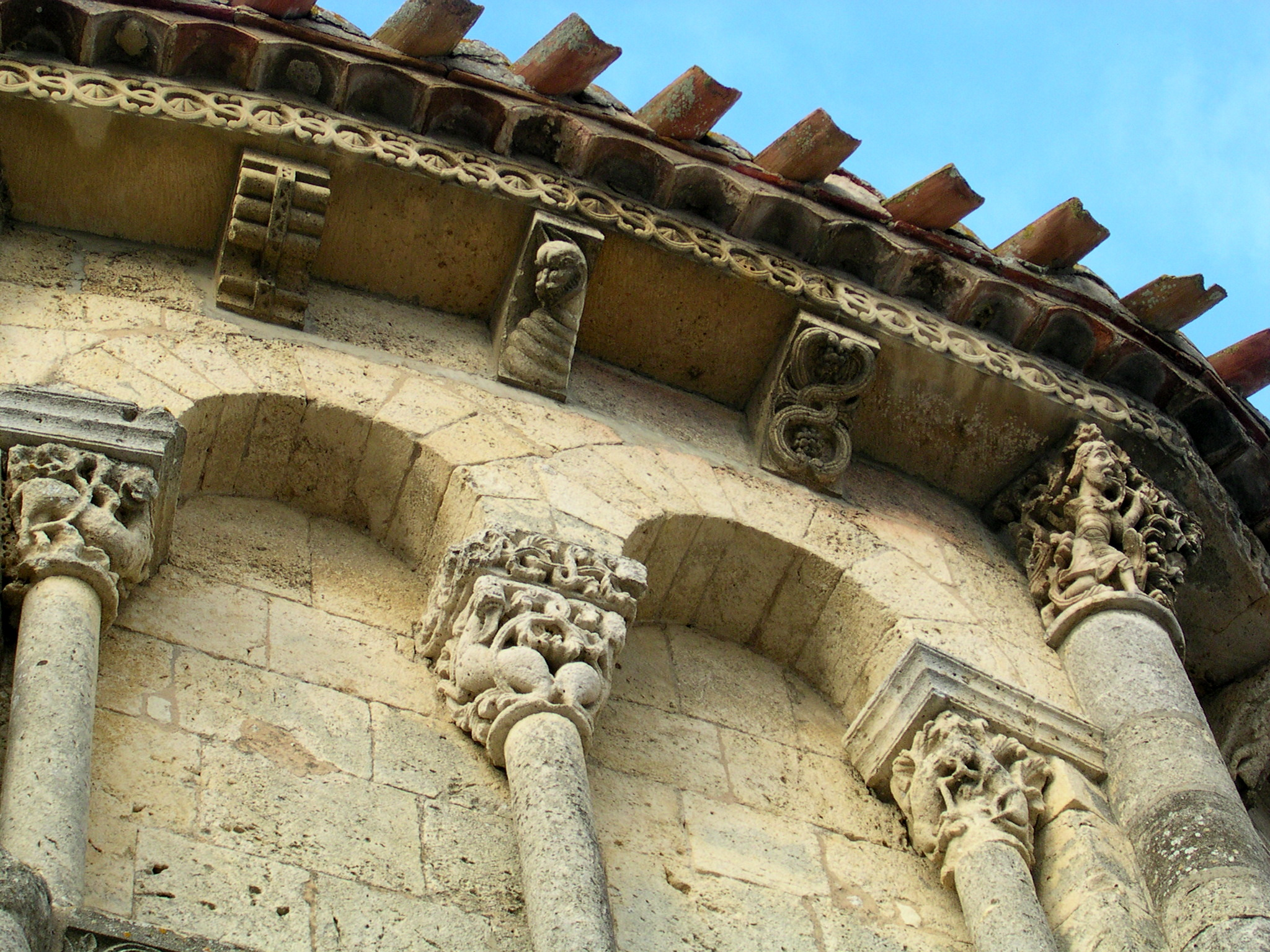
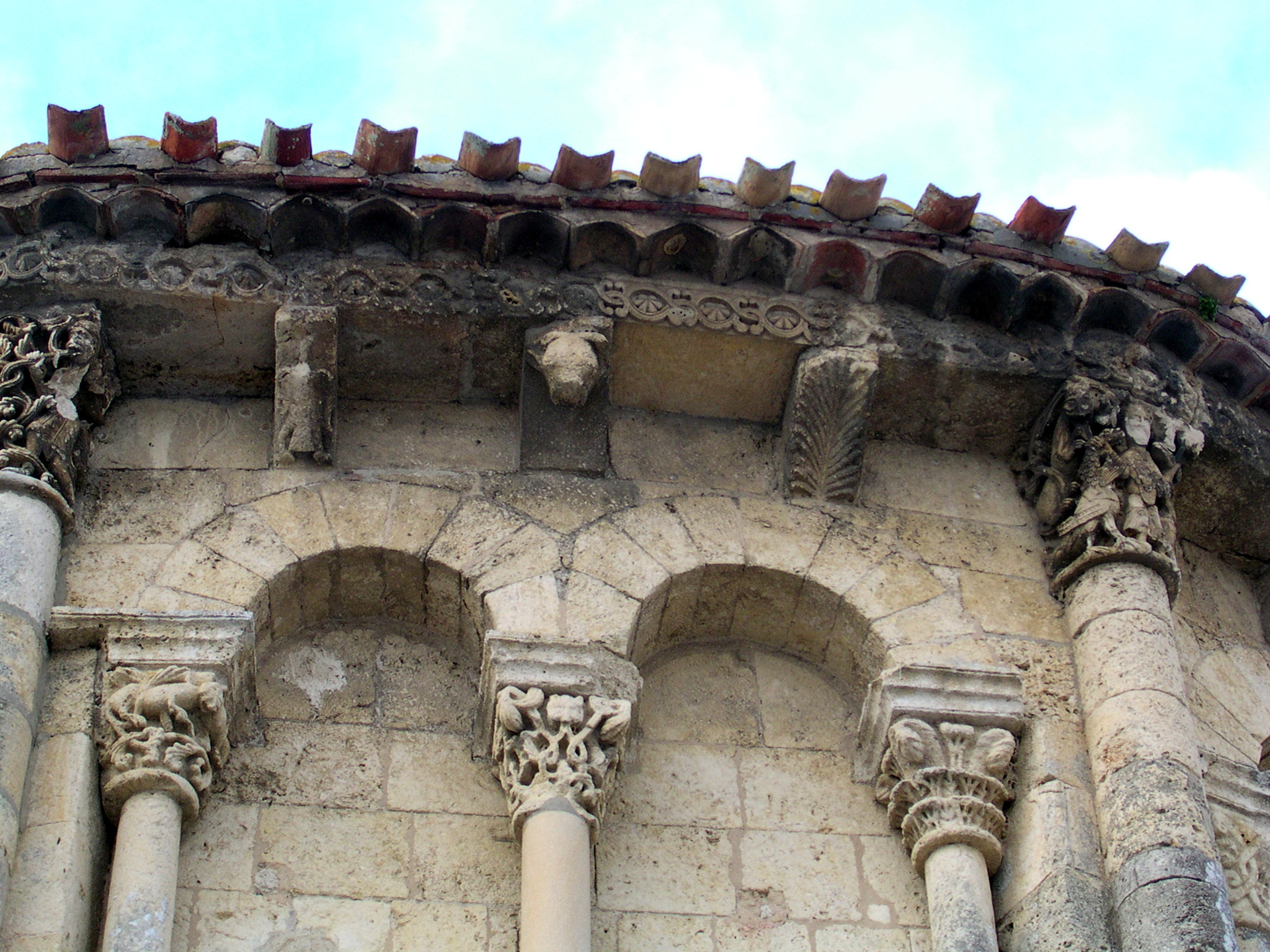
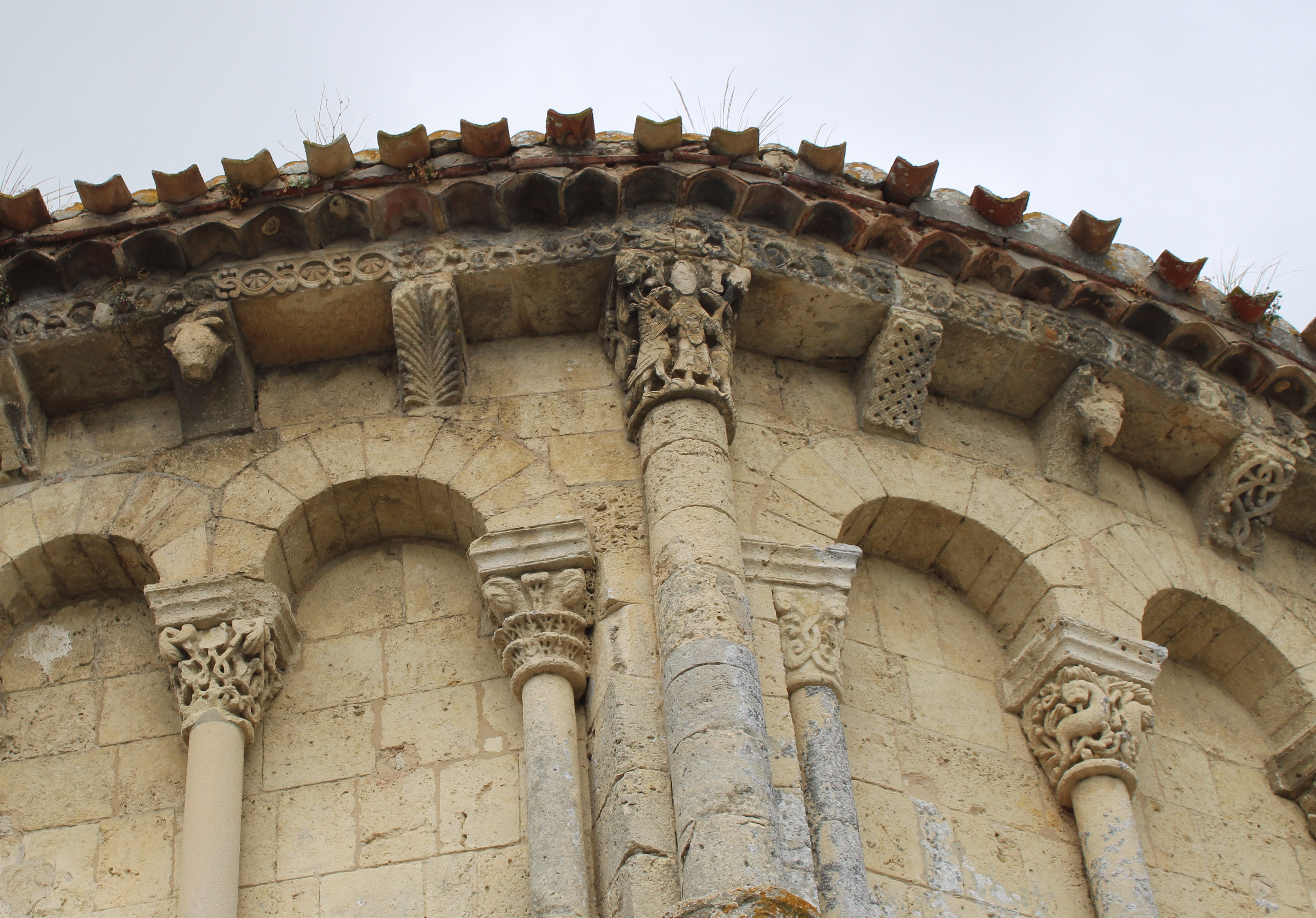
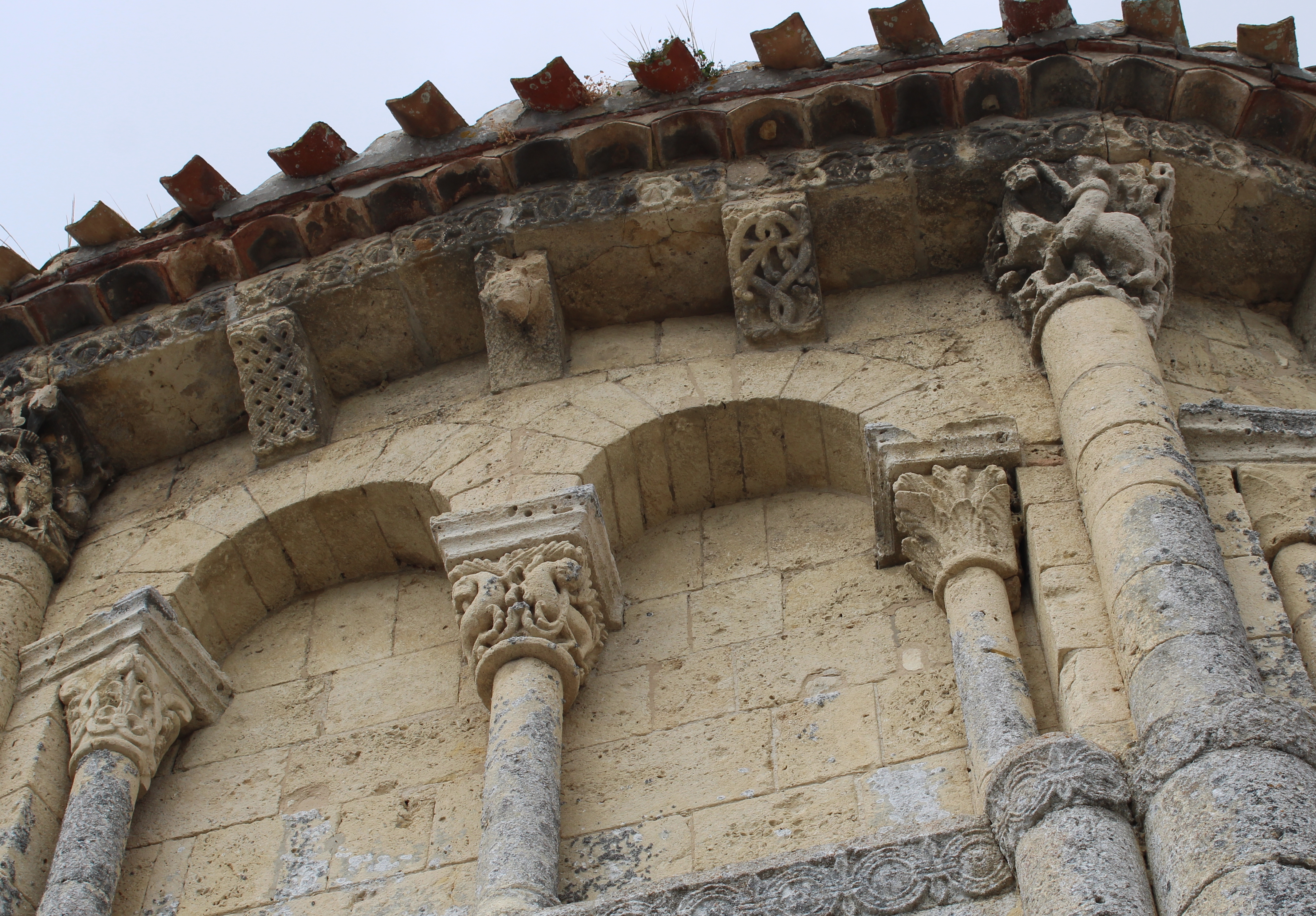
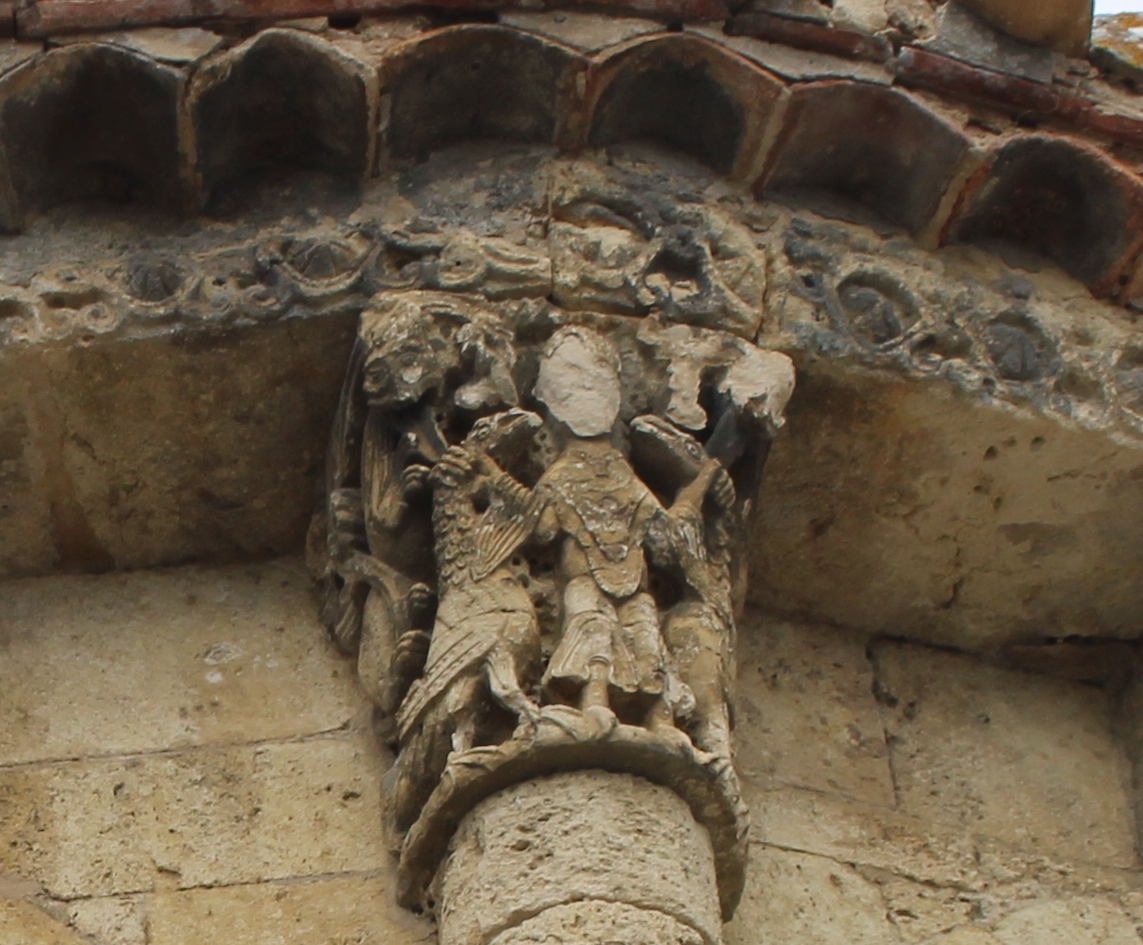

## La nef et le clocher
La nef et le clocher ont été reconstruits  au XIXe siècle dans le style roman.

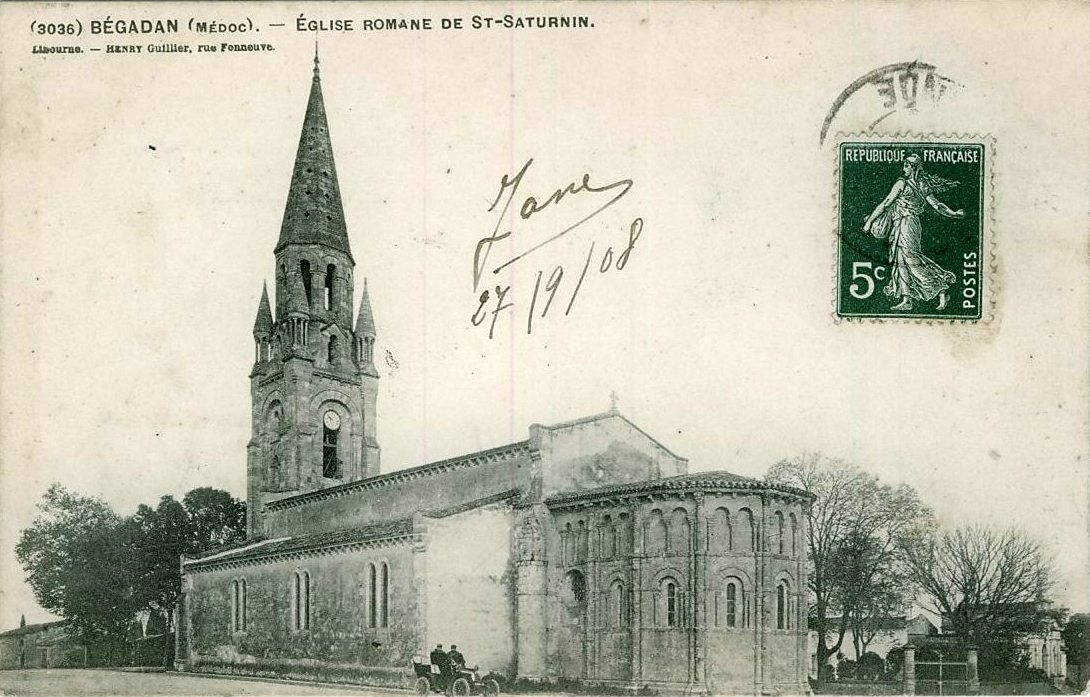
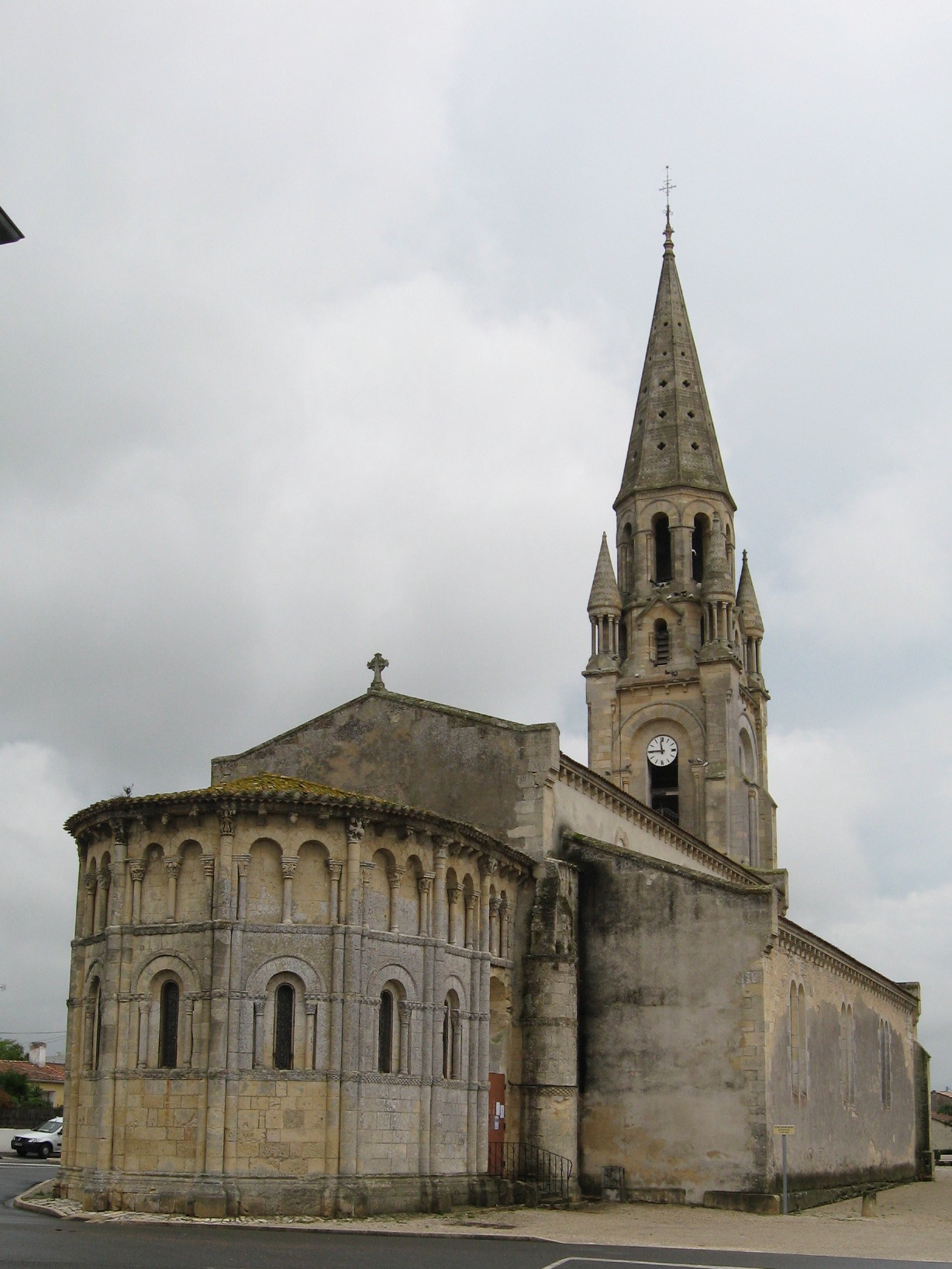
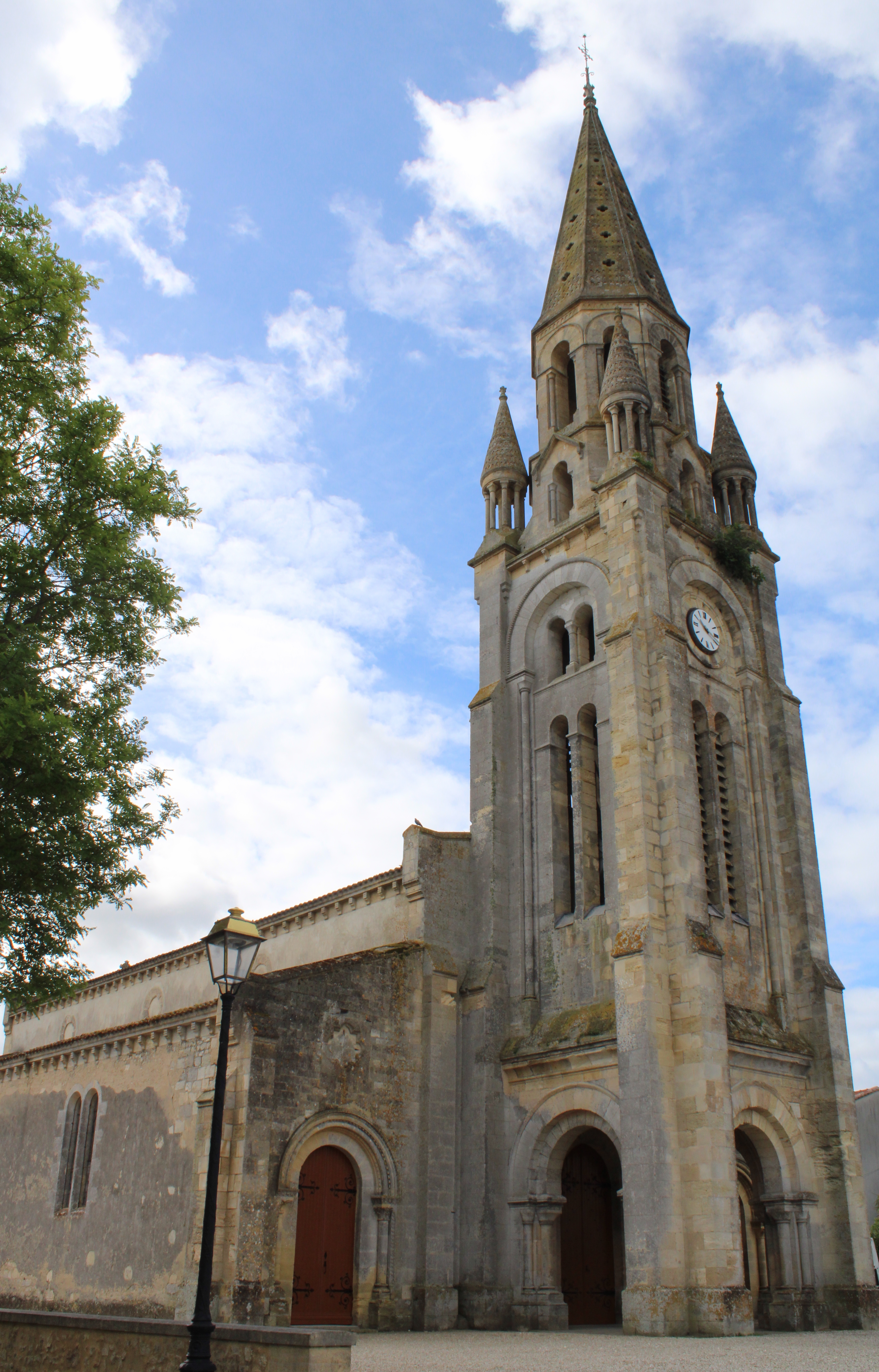
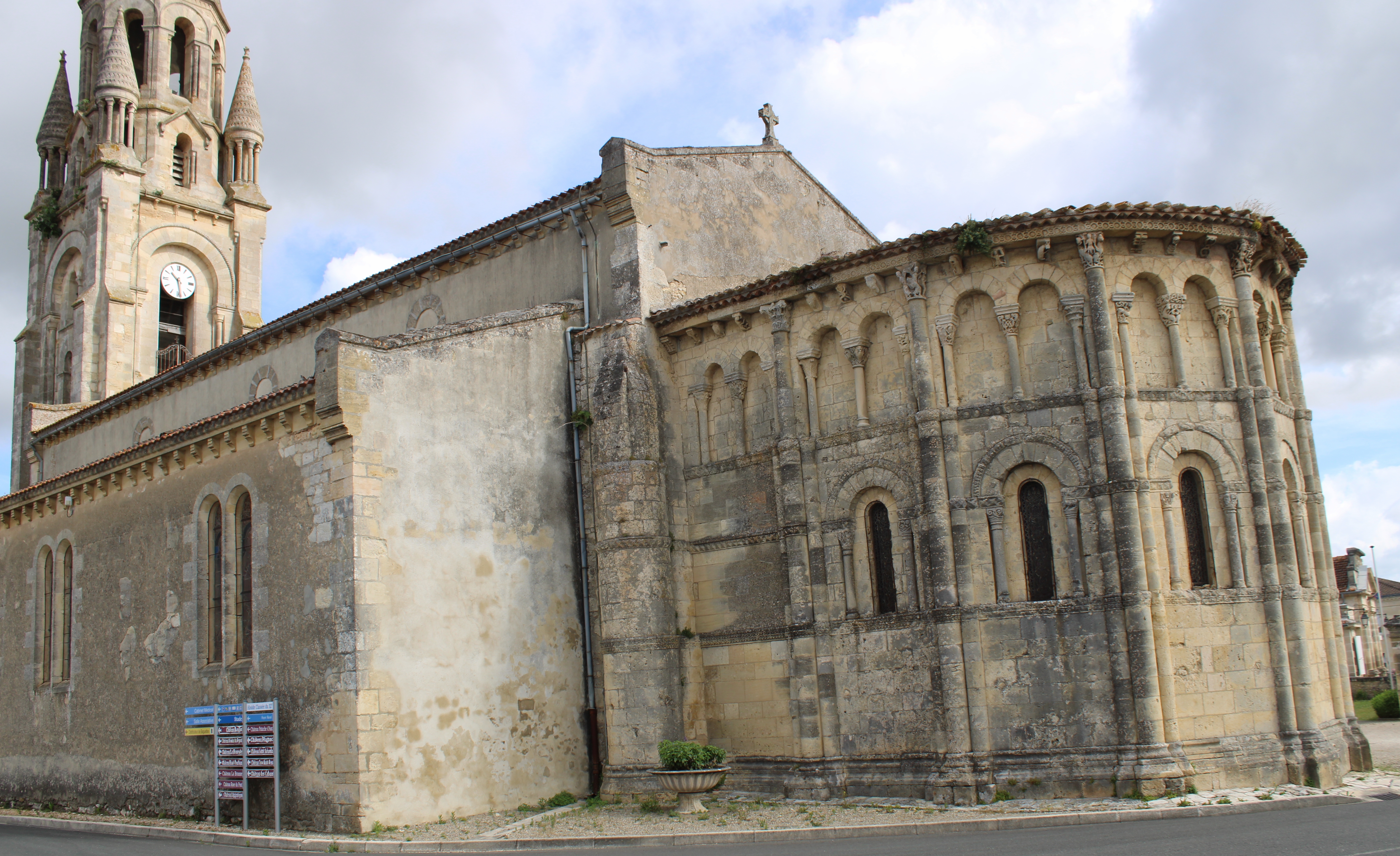

## Intérieur de l'église

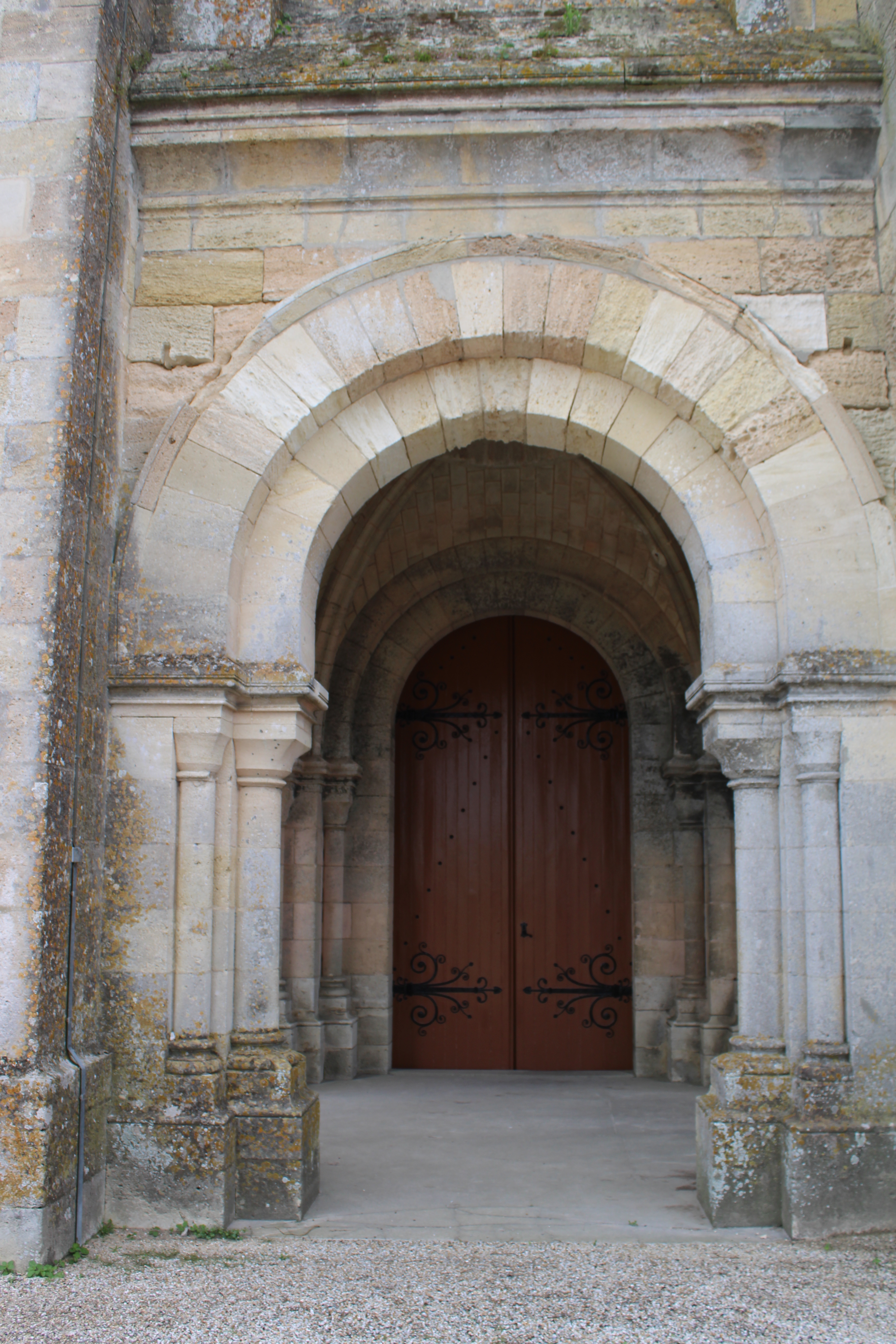
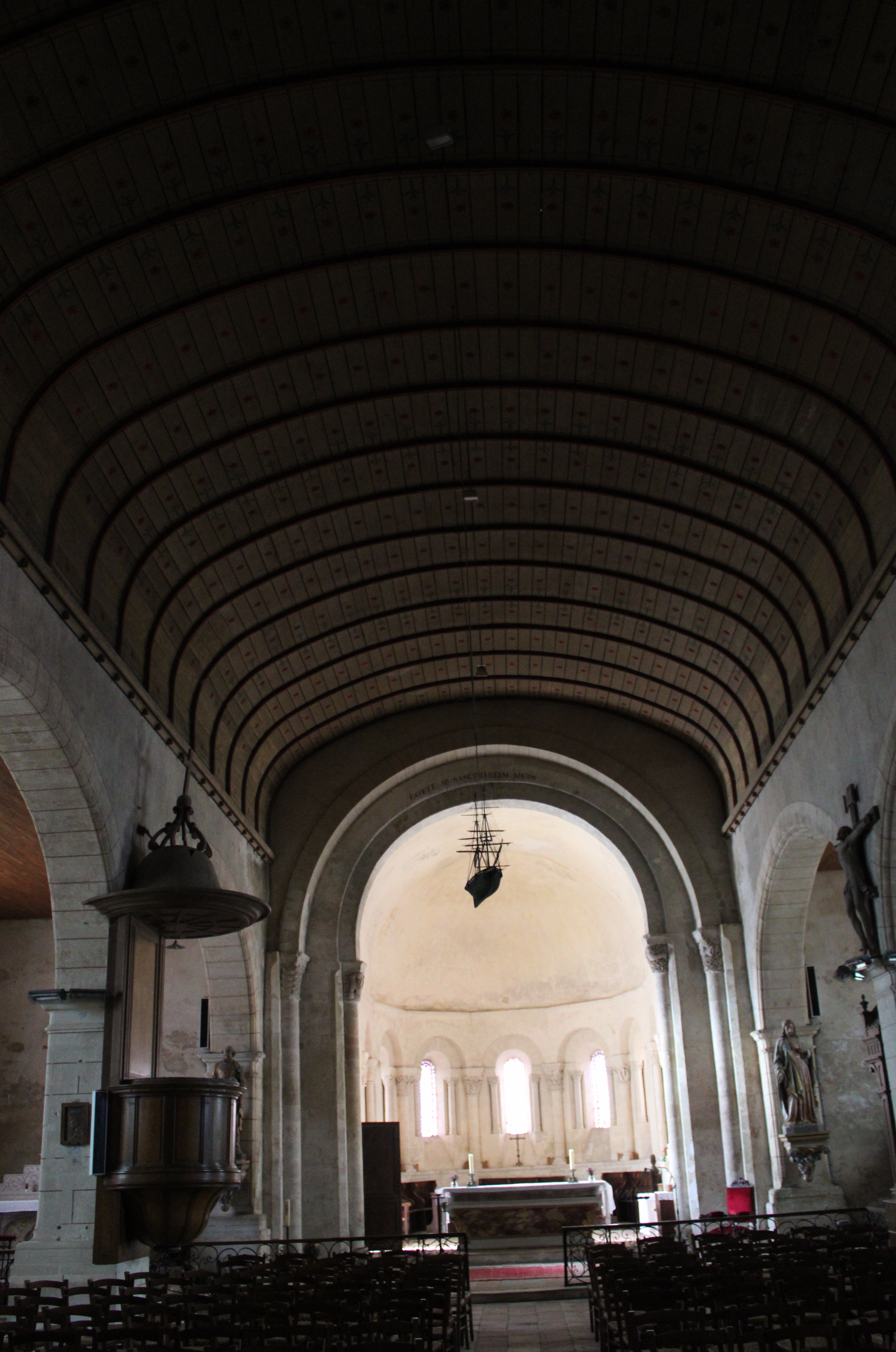
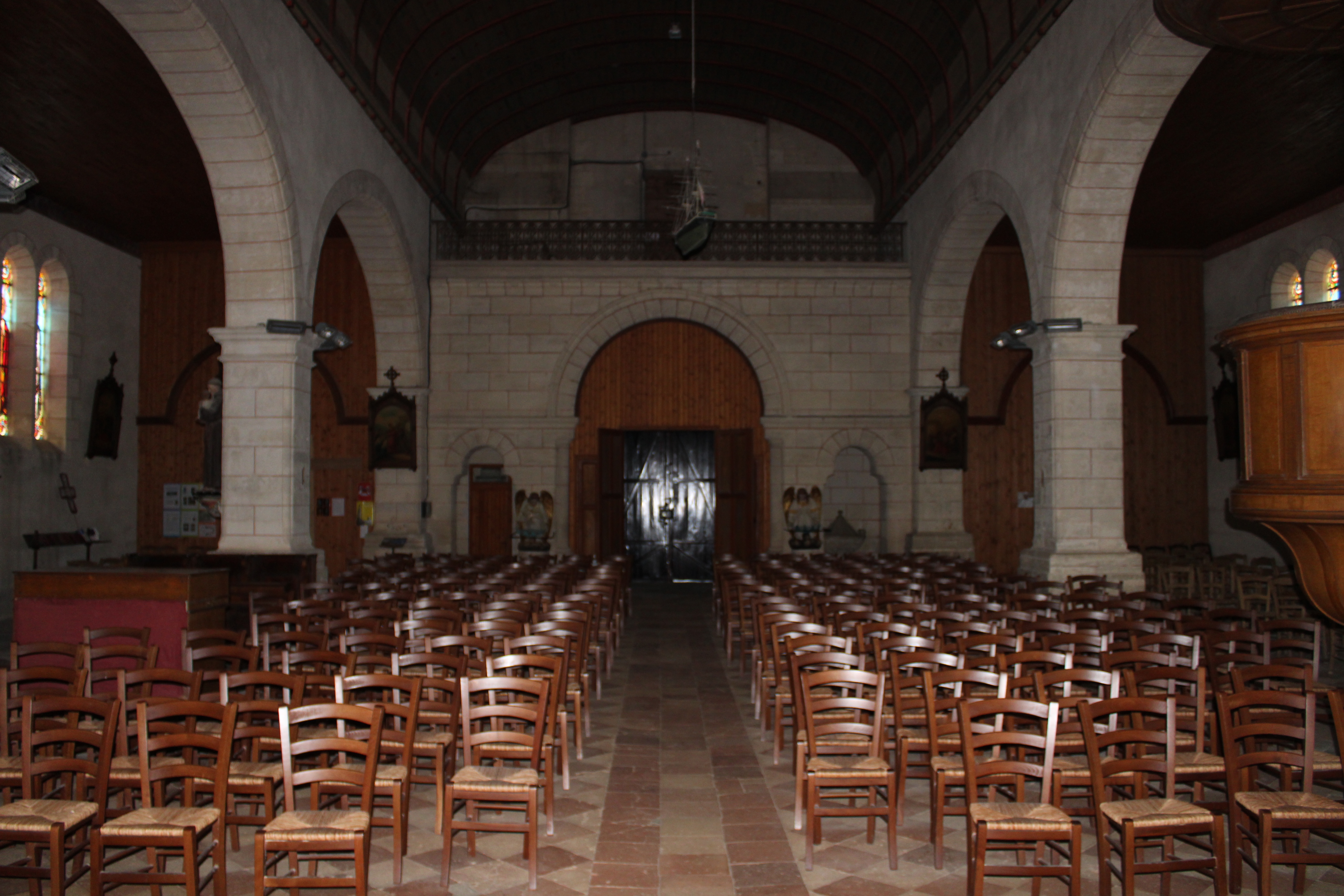
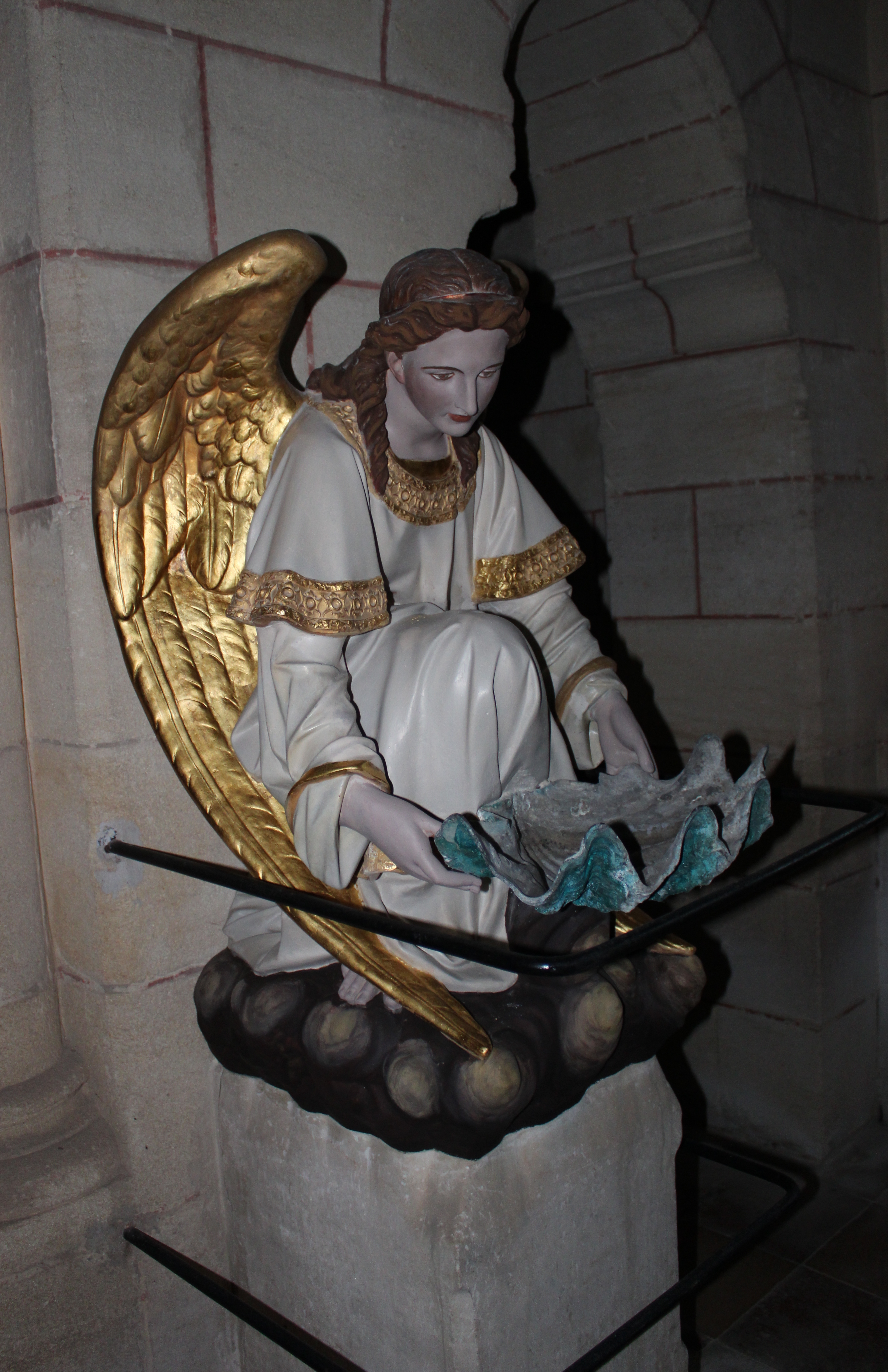
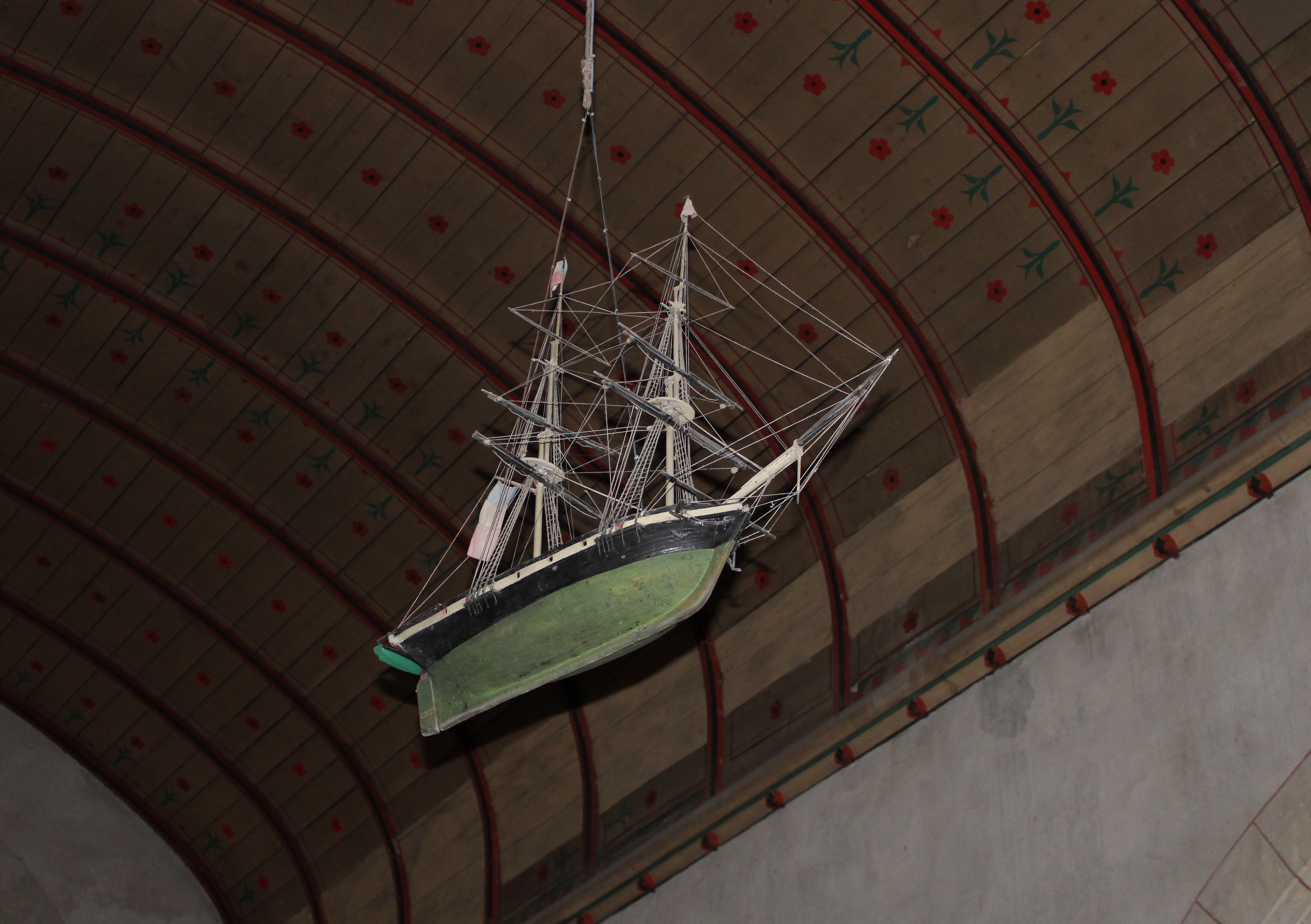

## Protection du patrimoine
L'église est classée au titre des Monuments historiques par la liste de 1862.